# جوسيف هوزر
جوسيف هوزر هو عالم حيوانات مجري، ولد في 31 يناير 1920، وتوفي في 10 مارس 2004 في نوفو هامبورغو في البرازيل.